# 中遠海運（香港）
中遠海運（香港）集團有限公司是香港最大型的中華人民共和國國有綜合企業之一，由中国远洋海运集团全資擁有。它的業務包括船舶服務、塗料製造、保險代理、資訊科技、貨運、房地產及物業管理，前身為「中遠（香港）集團有限公司」。
它在香港的上市公司包括中遠太平洋、中遠國際控股及遠洋地產。

## 連結
- 中遠（香港）集團有限公司